# Borland Turbo C
Turbo C是一套C語言的整合開發環境與編譯器軟體，由Borland公司開發，於1987年開始發售。1990年五月，它被Turbo C++所取代。

## 歷史
1980年代，在Turbo Pascal獲得成功，成為在個人電腦上開發應用程式的常見選擇之後，Borland公司繼續開發了一系列的程式開發工具，包括Turbo Basic，Turbo Prolog與 Turbo C。

## 版本
- 1987年: Turbo C 1.0
- 1987年: Turbo C 1.1
- 1988年: Turbo C 1.5
- 1989年: Turbo C 2.0 (將除錯器與Atari ST整合進去)
- 1990年: Turbo C++ 1.0

## 後續發展
2006年，Borland的後續者Embarcadero Technologies將MS-DOS版本的Turbo C與Turbo C++釋出成為免費軟體。